# بورلر
بورلر (به آلمانی: Borler) یک شهر در آلمان است که در فولکانایفل واقع شده‌است. بورلر ۸۵ نفر جمعیت دارد.

## نگارخانه

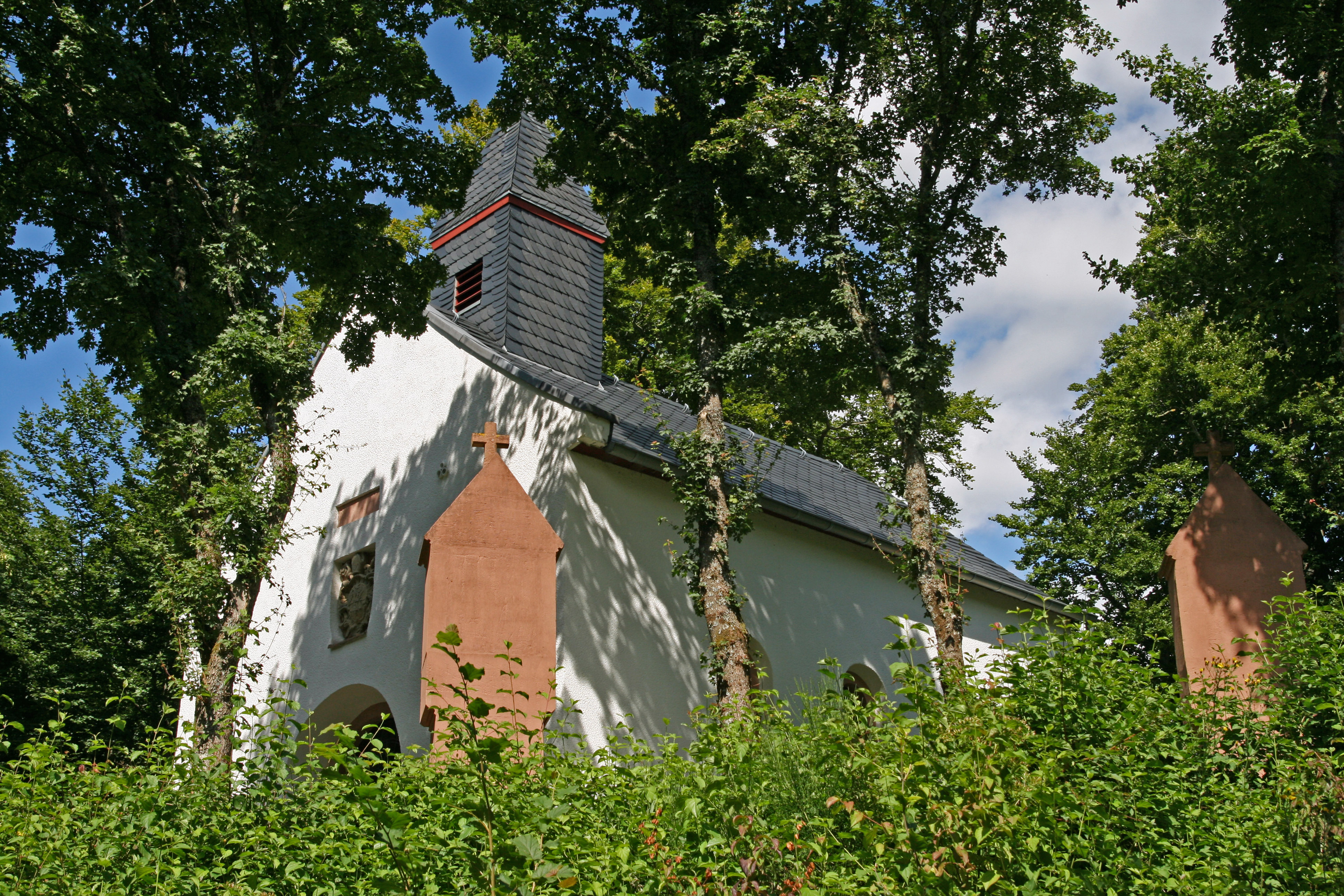
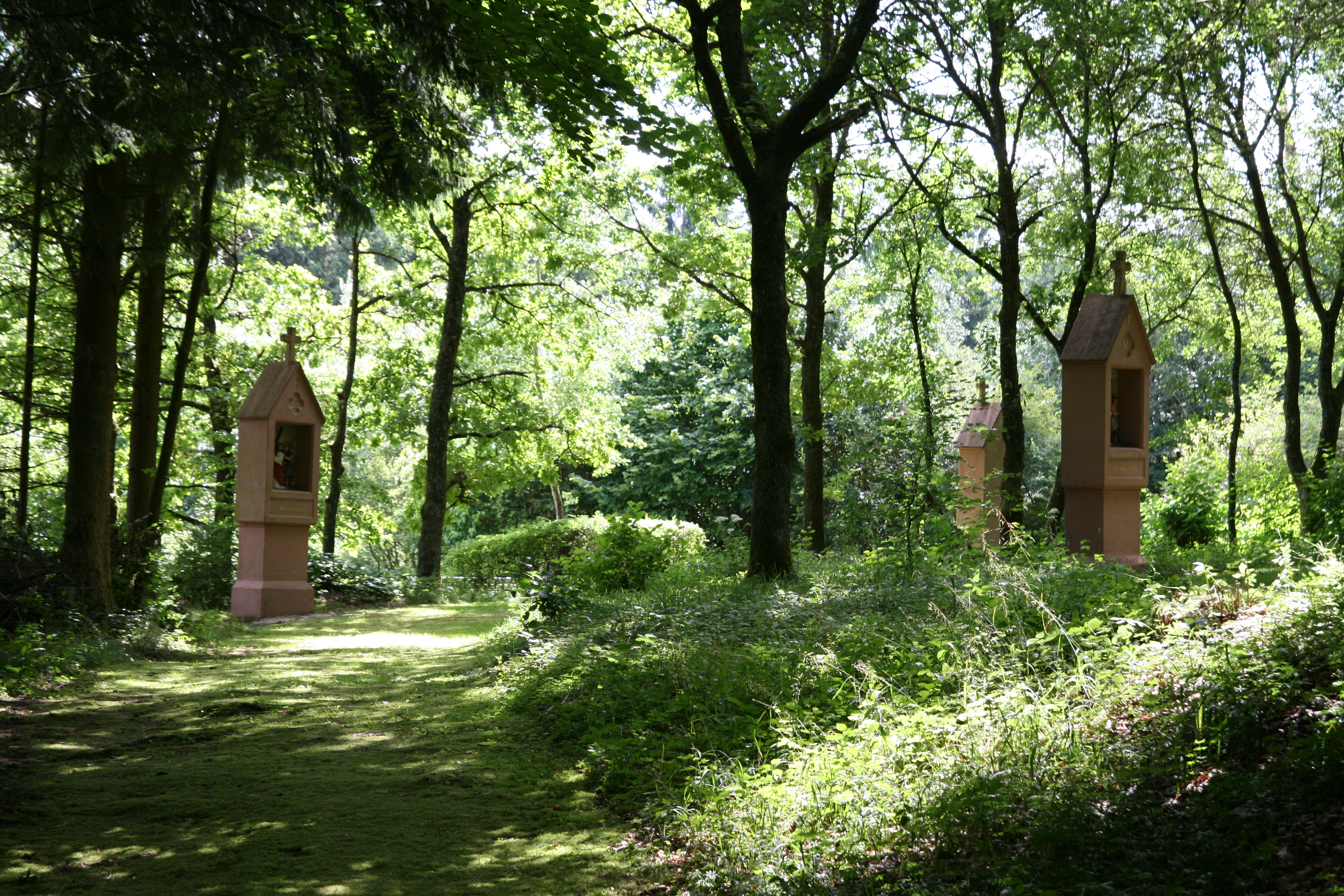
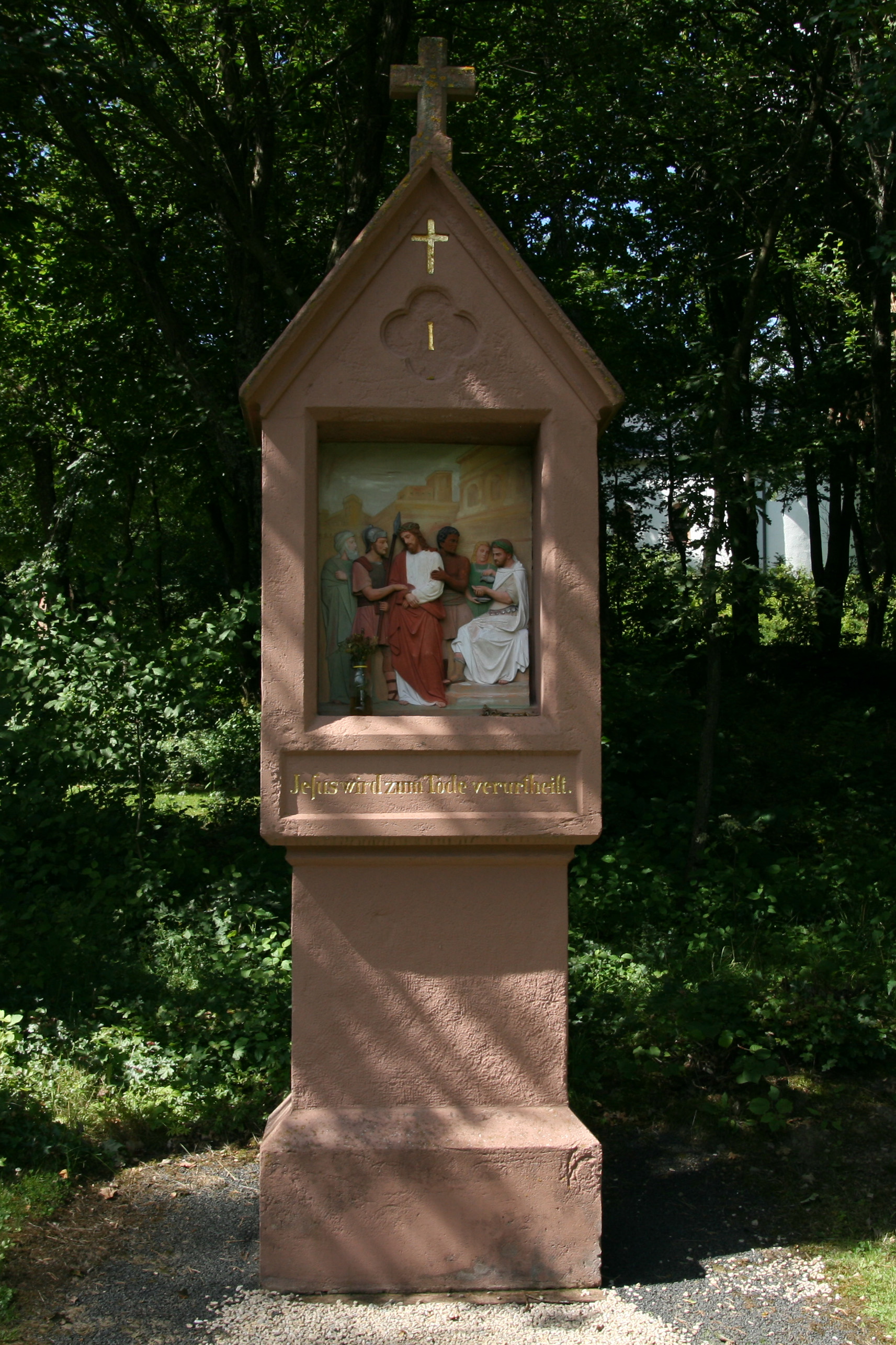
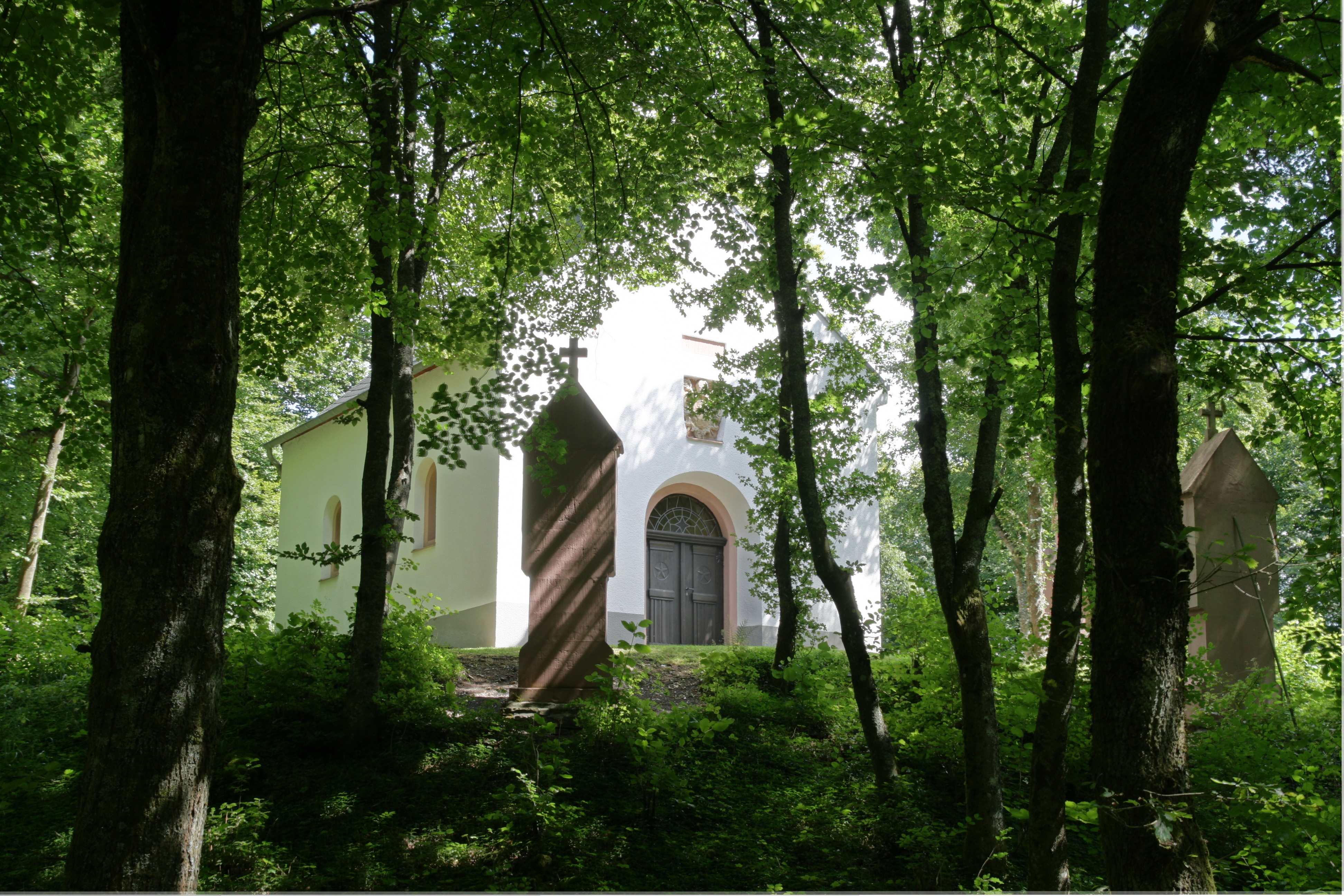